# Мануел Фереира (фудбалер)
Мануел Ноло Фереира (шп. Manuel Ferreira; Тренке Лаукен, 22. октобар 1905 — Барселона, 29. јул 1983) био је аргентински фудбалер који је био члан репрезентације Аргентине.
Фереира је био део аргентинске репрезентације која је на олимпијском турниру 1928. године освојила сребрну медаљу. Такође је био капитен аргентинске екипе на финалу ФИФА-иног светског купа 1930. године, у којем је Аргентина завршила као друга.
Фереира је освојио шампионат Копа Америке са Аргентином 1929. године, а такође је освојио и Копа Њутон 1927. и 1928.